# Desiderius al longobarzilor
Desiderius cunoscut și ca Daufer sau Dauferius (în limba franceză: Didier; în limba italiană: Desiderio; n. 710 d.Hr., Brescia, Italia – d. 786 d.Hr., Liège, Imperiul Franc) a fost ultimul rege al longobarzilor din nordul Italiei (Langobardia Major); de asemenea, a ocupat și ducatul de Spoleto în 758–759. El este cunoscut în special pentru legătura cu Carol cel Mare, care a fost căsătorit cu fiica lui, iar apoi i-a cucerit regatul.

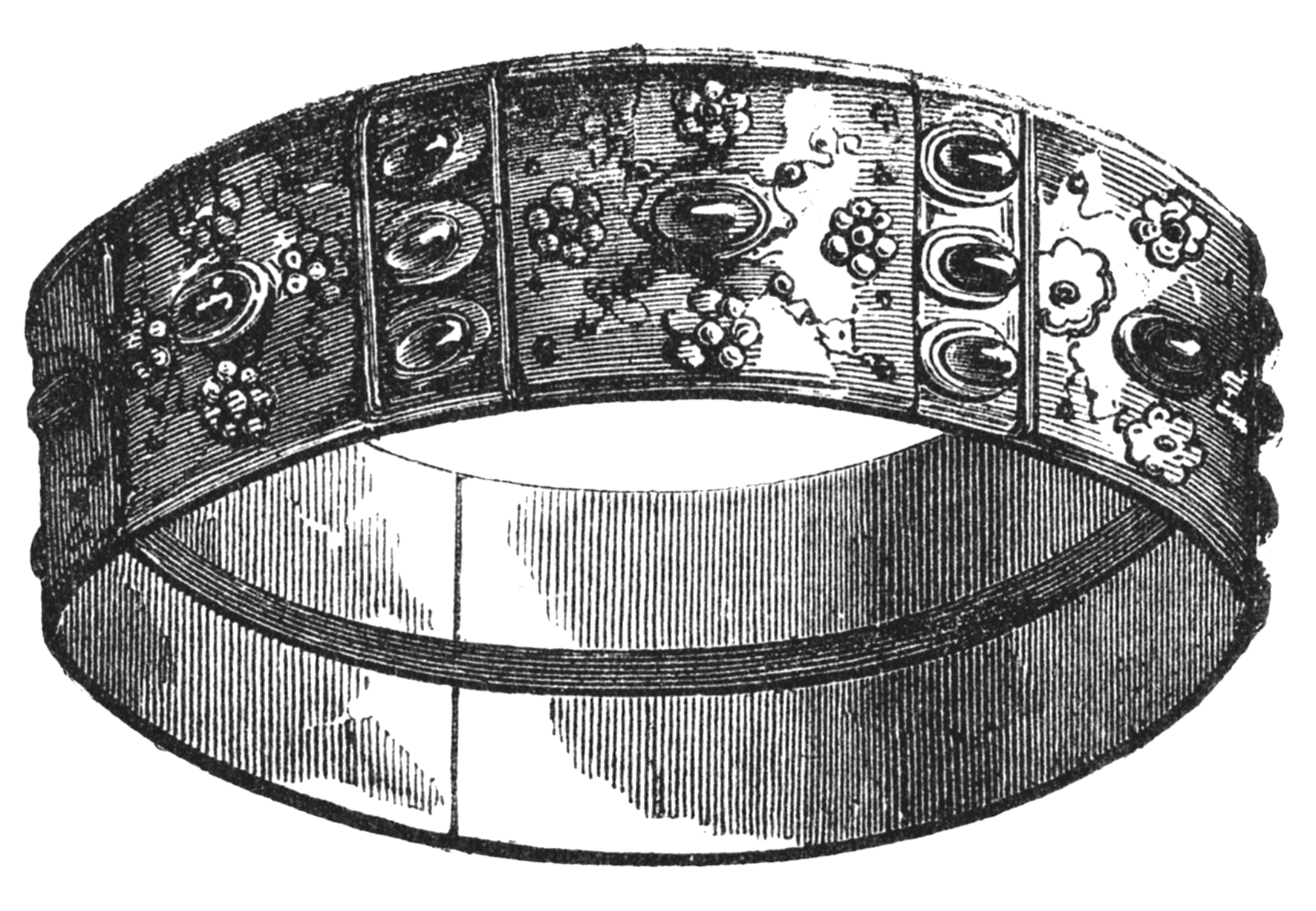
Coroana de fier a regilor longobarzi.

## Venirea la putere
Inițial Desiderius a fost un funcționar regal la curtea regelui longobarzilor de la Pavia, dux Langobardorum et comes stabuli, funcție oarecum similară cu cea contemporană de dux Francorum, din statul francilor. Regele Aistulf l-a numit pe Desiderius duce de Istria și Toscana, iar după moartea lui Aistulf tronul a fost preluat de Desiderius însuși în 756. Predecesorul lui Aistulf, Ratchis, a părăsit mănăstirea din Montecassino unde se retrăsese și a încercat să reia conducerea regatului, însă Desiderius a reprimat rapid revolta având și sprijinul papei Ștefan al II-lea. La încoronarea sa, Desiderius a promis să restituie cea mai mare parte a orașelor pe care Sfântul Scaun le pierduse anterior în favoarea regilor longobarzi anteriori, în schimbul acceptării de către papă a revendicărilor sale. Însă conflictul cu papa Ștefan al III-lea a izbucnit, atunci când Ștefan s-a opus căsătoriei lui Carol cel Mare cu fiica lui Desiderius. Ca urmare, regele longobard a încetat să predea orașele promise papalității.
Încercând, ca și predecesorii săi, să extindă stăpânirea longobardă în Italia, Desiderius a intrat în conflict cu papalitatea, dar și cu ducatele longobarde din Langobardia Minor, Ducatul de Spoleto și Ducatul de Benevento. Chiar în anul în care a urcat pe tron, Desiderius l-a asociat la conducerea regatului pe fiul său, Adalgis (Adelchis). Alboin de Spoleto și Liutprand de Benevento au fost convinși de către papa Ștefan să se supună francilor, astfel încât s-au separat de conducerea centrală a longobarzilorși s-au pus sub protecția lui Pepin cel Scurt, regele francilor. În 758, ducele Liutprand de Benevento s-a răsculat pe față împotriva lui Desiderius, care a reușit totuși să îl înfrângă și să ofere ducatul de Benevento lui Arechis, aducând ducatul mai aproape de Pavia ca niciodată ulterior domniei lui Grimoald I. În același an, Desiderius l-a depus și pe Alboin de Spoleto, al cărui ducat a trecut sub exercitarea directă a regelui.

## Numirea antipapei Filip
În continuare, Desiderius l-a scos din mănăstirea lui San Vito pe un preot numit Filip, iar la 31 iulie 768 l-a numit pe acesta ca papă. Antipapa Filip nu a fost niciodată recunoscut și nici nu a reușit să obțină un număr consistent de susținători, astfel încât s-a retras, revenind la mănăstire, nemaiauzindu-se nimic despre el.

## Relația cu Carol cel Mare
Papa Ștefan al III-lea s-a opus căsătoriei lui Carol cel Mare, devenit între timp rege al francilor, cu fiica lui Desiderius, pe nume Desiderata, în 768, însă înainte de a muri în 772, papa Ștefan a încheiat pace cu longobarzii. Noul papă, Adrian I, a implorat ajutorul lui Carol împotriva lui Desiderius, așa încât căsătoria dinastică a fost dizolvată prin repudierea Desideratei de către regele franc în 771, care a trimis-o înapoi tatălui ei. Mai mult decât atât, Gerberga, văduva fratelui lui Carol, Carloman I, a căutat protecția pe lângă regele longobard după moartea soțului ei din 771. Probabil pentru a da replica față de repudierea Desideratei de către Carol, Desiderius i-a recunoscut pe fiii Gerbergei ca moștenitori legitimi ai Regatului francilor și a trecut la atacarea papei Adrian, pe motiv că a refuzat să îl încoroneze ca rege. De asemenea, Desiderius a invadat ducatul de Pentapolis. Trimișii papei Adrian și ai lui Desiderius s-au întâlnit la Thionville, însă între timp Carol cel Mare devenise hotărât să intervină de partea papalității.
Ca urmare, Carol și unchiul său, Bernard și-au condus trupele peste Alpi în 773. Longobarzii au suferit o mare înfrângere la Mortara (Ara Mortis), în Lombardia, iar francii au trecut la asedierea capitalei statului longobard, Ticinum (astăzi Pavia). Fiul lui Desiderius, Adalgis, a strâns o puternică armată la Verona, însă tânărul prinț a fost atacat și împins de către litoralul adriatic și a fugit la Constantinopol înainte de a purta o confruntare directă cu Carol cel Mare.
Asediul Paviei a durat până în iunie 774 când, în schimbul promisiunii că soldații și supușii săi vor fi lăsați în viață, Desiderius s-a predat și a ordonat deschiderea porților cetății. Desiderius a fost exilat în Abația Corbie, unde a murit în 786, pe când fiul său, Adalgis și-a petrecut tot restul vieții încercând zadarnic să recupereze regatul tatălui său. Unele surse afirmă că regele și familia sa au fost surghiuniți într-o mănăstire din regiunea Liège-ului, în Belgia de astăzi.
Carol cel Mare a preluat titlul de Rex Langobardorum fiind pentru prima dată când un rege germanic a adoptat titlul unui regat cucerit de el.

## Familia
Desiderius a fost căsătorit cu Ansa (sau Ansia), având cu aceasta următorii copii:
- Anselperga (sau Anselberga), abatesă de San Salvatore
- Adelperga (sau Adelberga), căsătorită cu ducele Arechis al II-lea de Benevento
- Liutperga (sau Liutberga), căsătorită cu Tassilo al III-lea, duce de Bavaria
- Desiderata, căsătorită cu Carol cel Mare în 770 și divorțată în 771
- Adalgis (sau Adelchis), patrikios la Constantinopol